# خورخه گونسالس
خورخه گونسالنز
 (اسپانیایی: Jorge González‎; زاده ۳۱ ژانویهٔ ۱۹۶۶ – درگذشته ۲۲ سپتامبر ۲۰۱۰) یک هنرپیشه، بازیکن بسکتبال و کشتی‌گیر کشتی حرفه‌ای اهل آرژانتین بود.
او به عنوان بلند قد ترین کشتی گیر حرفه ای شناخته میشود،از معروفترین مسابقات وی میتوان به مسابقه وی در WRESTLE MANIA 9 در سال 1993 در مقابل آندرتیکر اشاره کرد.

قد او به‌طور رسمی ٢،۳۱ متر اعلام می‌شد و بدین ترتیب، بلندقدترین کشتی‌گیر تاریخ دبلیودبلیوئی محسوب می‌شد.خورخه گونسالس در سن ۱۶ سالگی ۲٫۱۹ متر قد داشت.
از فیلم‌ها یا مجموعه‌های تلویزیونی که وی در آن‌ها نقش داشته‌است می‌توان به بی‌واچ اشاره نمود.